# كاميرون (تكساس)
كاميرون (بالإنجليزية: Cameron, Texas)‏ هي مدينة تقع بولاية تكساس في شمال شرق الولايات المتحدة. تبلغ مساحة هذه المدينة 11 (كم²)، وترتفع عن سطح البحر 122 م، بلغ عدد سكانها 5634 نسمة في عام 2000 حسب إحصاء مكتب تعداد الولايات المتحدة وتصل الكثافة السكانية فيها 512.7 نسمة/كم2.

## التركيبة السكانية
حدّد مكتب تعداد الولايات المتحدة بيانات التركيبة السكانية لكاميرون في تعداد الولايات المتحدة. في ما يلي، التركيبة السكانية حسب تعدادي 2000 و2010.

### تعداد عام 2000
بلغ عدد سكان كاميرون 5,634 نسمة بحسب تعداد عام 2000، وبلغ عدد الأسر 2,090 أسرة وعدد العائلات 1,404 عائلة مقيمة في المدينة. في حين سجلت الكثافة السكانية 415.2 نسمة لكل كيلومتر مربع (1,075.4/ميل2). وبلغ عدد الوحدات السكنية 2,383 وحدة بمتوسط كثافة قدره 175.6 لكل كيلومتر مربع (454.8/ميل2).
وتوزع التركيب العرقي للمدينة بنسبة 66.68% من البيض و20.66% من الأمريكيين الأفارقة و0.60% من الأمريكيين الأصليين و0.16% من الأمريكيين ذوي الأصول الآسيوية و10.17% من الأعراق الأخرى و1.72% من عرقين مختلطين أو أكثر و26.66% من الهسبانيون أو اللاتينيون من أي عرق.
بلغ عدد الأسر 2,090 أسرة كانت نسبة 37.4% منها لديها أطفال تحت سن الثامنة عشر تعيش معهم، وبلغت نسبة الأزواج القاطنين مع بعضهم البعض 45.9% من أصل المجموع الكلي للأسر، ونسبة 17.2% من الأسر كان لديها معيلات من الإناث دون وجود شريك،  بينما كانت نسبة 4.1% من الأسر لديها معيلون من الذكور دون وجود شريكة وكانت نسبة 32.8% من غير العائلات. تألفت نسبة 31.2% من أصل جميع الأسر من عدة أفراد يعيشون في نفس المنزل ونسبة 18.4% كانت تتألف من شخص يعيش بمفرده يبلغ من العمر 65 عاماً أو أكثر. وبلغ متوسط حجم الأسرة المعيشية 2.58، أما متوسط حجم العائلات فبلغ 3.25.
بلغ العمر الوسطي للسكان 36.7 عاماً. وكانت نسبة 28% من القاطنين تحت سن الثامنة عشر، وكانت نسبة 8.8% بين الثامنة عشر والرابعة والعشرين عاماً، ونسبة 22.8% كانت واقعةً في الفئة العمرية ما بين الخامسة والعشرين والرابعة والأربعين عاماً، ونسبة 19.4% كانت ما بين الخامسة والأربعين والرابعة والستين، ونسبة 16.8% كانت ضمن فئة الخامسة والستين عاماً فما فوق. يوجد لكل 100 أنثى 88.3 ذكر، ويوجد لكل 100 أنثى في الثامنة عشر من عمرها فما فوق 81.5 ذكر.
بلغ متوسط دخل الأسرة في المدينة 25,878 دولارًا، أما متوسط دخل العائلة فبلغ 30,927 دولارًا. وكان متوسط دخل الذكور 23,988 دولارًا مقابل 18,497 دولارًا للإناث. وسجل دخل الفرد الخاص بالمدينة 14,122 دولارًا. وكانت نسبة 20.8% من العائلات ونسبة 22% من السكان تحت خط الفقر، وكان من هؤلاء نسبة 26.8% تحت سن الثامنة عشر ونسبة 22.4% في الخامسة والستين من العمر وما فوق.

### تعداد عام 2010
بلغ عدد سكان كاميرون 5,552 نسمة بحسب تعداد عام 2010، وبلغ عدد الأسر 2,057 أسرة وعدد العائلات 1,363 عائلة مقيمة في المدينة. في حين سجلت الكثافة السكانية 409.1 نسمة لكل كيلومتر مربع (1,059.6/ميل2). وبلغ عدد الوحدات السكنية 2,360 وحدة بمتوسط كثافة قدره 173.9 لكل كيلومتر مربع (450.4/ميل2).
وتوزع التركيب العرقي للمدينة بنسبة 65.58% من البيض و20.24% من الأمريكيين الأفارقة و0.58% من الأمريكيين الأصليين و0.40% من الأمريكيين ذوي الأصول الآسيوية و11.98% من الأعراق الأخرى و1.22% من عرقين مختلطين أو أكثر و33.57% من الهسبانيون أو اللاتينيون من أي عرق.
بلغ عدد الأسر 2,057 أسرة كانت نسبة 37% منها لديها أطفال تحت سن الثامنة عشر تعيش معهم، وبلغت نسبة الأزواج القاطنين مع بعضهم البعض 41.4% من أصل المجموع الكلي للأسر، ونسبة 20% من الأسر كان لديها معيلات من الإناث دون وجود شريك،  بينما كانت نسبة 4.9% من الأسر لديها معيلون من الذكور دون وجود شريكة وكانت نسبة 33.7% من غير العائلات. تألفت نسبة 30.8% من أصل جميع الأسر من عدة أفراد يعيشون في نفس المنزل ونسبة 14.2% كانت تتألف من شخص يعيش بمفرده يبلغ من العمر 65 عاماً أو أكثر. وبلغ متوسط حجم الأسرة المعيشية 2.61، أما متوسط حجم العائلات فبلغ 3.28.
بلغ العمر الوسطي للسكان 36.6 عاماً. وكانت نسبة 28.9% من القاطنين تحت سن الثامنة عشر، وكانت نسبة 8.1% بين الثامنة عشر والرابعة والعشرين عاماً، ونسبة 22.1% كانت واقعةً في الفئة العمرية ما بين الخامسة والعشرين والرابعة والأربعين عاماً، ونسبة 24.1% كانت ما بين الخامسة والأربعين والرابعة والستين، ونسبة 16.9% كانت ضمن فئة الخامسة والستين عاماً فما فوق. وتوزع التركيب الجنسي للسكان بنسبة 48.3% ذكور و51.7% إناث.

## أعلام
- داريل فوستر
- هيو جيبسون
- روث ألين
- فيرجيل جونسون
- دانيال إي. غارسيا

## وصلات خارجية
- The US50 - Cities and Towns in Texas State